# Refuge de Tuquerouye
Pour les articles homonymes, voir Tuquerouye (homonymie).
Le refuge de Tuquerouye ou refuge Lourde-Rocheblave est un refuge de montagne situé à 2 660 ou 2 668 m d’altitude dans le pays Toy, dépendant administrativement de la commune de Gavarnie-Gèdre dans le département des Hautes-Pyrénées en région Occitanie.

## Toponymie
En occitan, tuque rouya signifie le « piton rougeâtre ».

## Géographie
Il est situé à la brèche de Tuquerouye (2 660 ou 2 668 m), face au mont Perdu, dans la zone centrale du parc national des Pyrénées sur la frontière espagnole au sud de la vallée d'Estaubé.

## Histoire

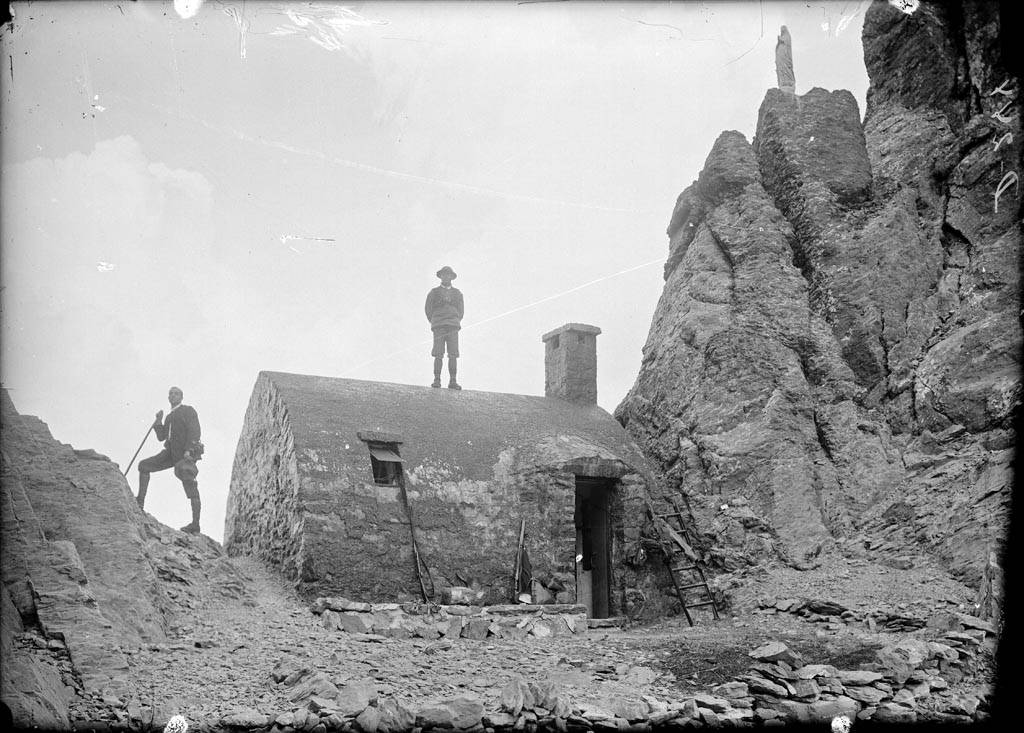
Refuge et statue de la Vierge.

C'est le plus ancien et le plus élevé des refuges pyrénéens.
Le refuge de Tuquerouye a été conçu par Léonce Lourde-Rocheblave, un pyrénéiste bordelais. Le principe de construction est celui appelé ogival, lié à l'intégration dans le paysage, la plus grande résistance possible dans les conditions difficiles de la haute montagne, et les conditions techniques de construction, pour laquelle il faut éviter au maximum de transporter des matériaux extérieurs. Il s'agit donc d'une construction massive, en pierres prises sur place, formant une voûte en berceau brisé. Il y a peu d'ouvertures, l'essentiel étant de fournir un abri solide et facile à chauffer. Lourde-Rocheblave passa un accord avec l'entrepreneur Fournou, de Gavarnie. Les matériaux nécessaires furent montés jusqu'au pied du couloir de Tuquerouye par des mulets, puis hissés jusqu'à la brêche par des guides de Gavarnie. L'édifice fut inauguré le 5 août 1890.
Quelques jours plus tard, le 11 août, le guide François Bernat-Salles montait sur son dos, depuis Gavarnie, la statue de la Vierge de 75 kilos qui allait être placée au-dessus du refuge.
En 1927, l'architecte Touzin agrandit le refuge, en construisant simplement un bâtiment identique au premier. Le refuge a été rénové en 1999, la toiture refaite en 2005.
Une plaque scellée dans la paroi de la brêche rappelle la mémoire de Louis Robach (1871-1959), qui monta 43 fois au mont Perdu.

## Services et accès

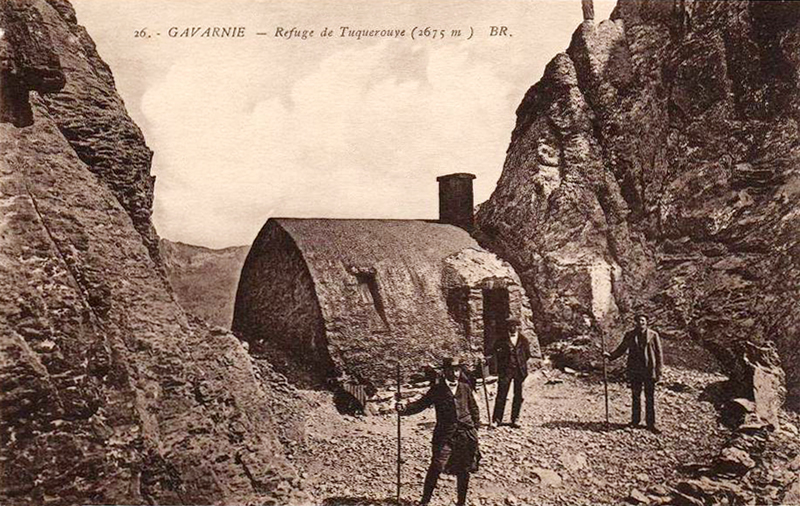
Le refuge de Tuquerouye.

Le refuge n'est pas gardé. Il offre douze places permanentes, des couvertures et matelas, un poêle polycombustible. Il est placé sous l'administration du CAF de Lourdes.
L'accès se fait depuis la France, de Gavarnie par les Espuguettes et la hourquette d'Alans ; de Gèdre et Héas, par le barrage des Gloriettes et le cirque d'Estaubé. Il faut ensuite remonter le couloir de Tuquerouye, 300 mètres de neige (ou d'éboulis l'été) à forte inclinaison, nécessitant l'usage de crampons et une bonne technique.